# 1895
Прекрасна епоха • Промислова революція •  Колоніальні імперії •  Національно-визвольні рухи • Робітничий рух

## Геополітична ситуація
У Російській імперії царює імператор Микола II (до 1917). Росії належить більша частина України, значна частина Польщі, Бессарабія, Закавказзя, Фінляндія, Бухарське ханство, Хівинське ханство. Україну розділено між двома державами — Королівство Галичини та Володимирії належить Австро-Угорщині, Правобережжя, Лівобережжя та Крим — Російській імперії.
В Османській імперії править султан Абдул-Гамід II (до 1909). Під владою османів перебувають Близький Схід, Середземноморське узбережжя Північної Африки частина Балкан, автономна Болгарія.
В Австро-Угорщині володарює Франц-Йосиф I (до 1916). Імперія охоплює, крім австрійських та угорських земель, Хорватію, Трансильванію, Богемію. В Німецькій імперії править Вільгельм II (до 1918). Німецька імперія має колонії в Африці та в Тихому океані.
Третя французька республіка має колонії в Алжирі, Карибському басейні, Південній Америці в Індокитаї. Королівство Іспанія формально очолює неповнолітній Альфонс XIII (до 1931). Іспанії належать частина островів Карибського басейну, Філіппіни. У Португалії править Карлуш I (до 1908). Португалія має володіння в Африці, Індії, Індійському океані й Індонезії.
У Великій Британії триває Вікторіанська епоха — править королева Вікторія (до 1901). Британська імперія має колонії в Північній Америці, на Карибах, в Африці та в Індостані. Королівство Нідерланди формально очолює неповнолітня королева Вільгельміна (до 1948). Король Данії та Норвегії — Кристіан IX (до 1906), Оскар II сидить на шведському троні (до 1907), на троні Королівства Італія  — Умберто I (до 1900).
Гровер Клівленд обіймає посаду президента США. Територію на півночі північноамериканського континенту займає Канадська конфедерація (домініон Великої Британії), територія на півдні континенту належить Мексиці.
В Ірані при владі Каджари. Владу над Індостаном та Бірмою утримує Британська корона, над В'єтнамом, Лаосом і Камбоджею — Франція. У Сіамі править династія Чакрі. У Китаї володарює Династія Цін. У Японії триває період Мейдзі.

## Події

### В Україні
- У Харкові почав працювати паротягобудівний завод.
- Засновано міста Антрацит, Жовті Води.
- 26 травня відбулася архиєрейська візитація Митрополита Галицького Сильвестра Сембратовича. Під час візиту було освячено наріжний камінь під нову муровану церкву в Білому Камені. Церкву було освячено у 1901 році митрополитом Андреєм Шептицьким.
- Іван Франко опублікував у Львові «Абу-Касимові капці».
- Товариство Просвіта придбало палац Любомирських у Львові.
- У Києві відкрилося видавництво Вік.

### У світі
- 5 січня Альфреда Дрейфуса позбавили армійського звання й проговорили до довічного ув'язнення.
- 13 січня італійці перемогли ефіопів у битві під Коатітом.
- 17 січня Фелікс Фор став президентом Франції.
- 20 лютого Джон Пірпонт Морган та компанія Ротшильда врятували Міністерство фінансів США позикою золота на 65 млн доларів.
- 20 лютого американський президент Гровер Клівленд своїм указом рекомендував розв'язати венесуельську кризу арбітражем.
- 25 лютого почалося перше повстання у війні за незалежність Куби.
- 17 квітня підписано Сімоносекський договір, який завершив першу японсько-китайську війну.
- 24 травня проголошено Республіку Формоза.
- 1 жовтня французькі війська захопили місто Антананаріву на Мадагаскарі.
- 8 жовтня вбили корейську імператрицю Мьонсонхванху.
- 23 жовтня японці повністю захопили Тайвань. На острові почалася ера японського правління.
- 7 грудня ефіопи завдали італійцям першої поразки поблизу Амба-Алагі.
- В Отоманській імперії сталася Гамідійська різанина вірменів.

### У суспільному житті
- 28 грудня у кафе на бульварі Капуцинів брати Люм'єр крутили кіно.
- Засновано
  - Національний траст у Великій Британії.
  - Лондонську школу економіки у Великій Британії.
  - Союз боротьби за визволення робітничого класу в Росії.
  - Компанію з виробництва кришталю Swarovski в Австро-Угорщині.
  - Баскську націоналістичну партію.
  - Компанію з виробництва автомобілів Лаурін і Клемент у Чехії.
- У Німеччині між містами Зіґен та Нетфен відкрився перший у світі автобусний маршрут.
- Відкрито Кільський канал.
- 22 жовтня сталася аварія на вокзалі Монпарнас.
- Альфред Нобель склав заповіт, запровадивши після своєї смерті Нобелівську премію.

### У науці
- Вільгельм Рентген відкрив рентгенівське випромінювання.
- Девід Брюс визначив паразит трипаносому, що передається укусом мухи цеце.
- Дідерік Кортевег та Густав де Фріз вивели рівняння Кортевега — де Фріза.
- Олександр Попов продемонстрував радіоприймач.
- Анрі Пуанкаре опублікував працю, в якій виклав систематичний підхід до топології.
- Норвезька полярна експедиція Фрітьйофа Нансена досягла широти 86°13.6'.

### У мистецтві
- Герберт Веллс надрукував роман «Машина часу».
- Болеслав Прус опублікував роман «Фараон».
- Відбулася прем'єра п'єси Оскара Вайлда «Як важливо бути серйозним».
- Ріхард Штраус скомпонував симфонічну поему «Веселі витівки Тіля Уленшпігеля».
- Едвард Мунк написав картину «Мадонна».

### У спорті
- Вільям Джон Морган винайшов волейбол.
- Регбі розкололося на регбі-союз та регбіліг.
- Автомобільні перегони між Бордо та Ажаном проходили в 10 етапів, тобто їх можна вважати першим ралі.
- Проведено перший Відкритий чемпіонат США з гольфу.
- Гаррі Пільсбері виграв Гастінзький шаховий турнір.

## Народились
Див. також Категорія:Народились 1895
- 2 січня — Фольке Бернадот, шведський політичний діяч.
- 3 січня — Лятошинський Борис Миколайович, український композитор, педагог, диригент
- 11 січня — Лоренс Хеммонд, американський винахідник і бізнесмен, конструктор електрооргана
- 30 січня — Петро Дяченко, командир полку Чорних Запорожців, командир 2-ї дивізії Української Національної Армії, генерал-хорунжий УНА в екзилі
- 19 березня — Рильський Максим Тадейович, український поет, перекладач, публіцист
- 21 березня — Утьосов Леонід Осипович, російський естрадний співак, джазмен, актор
- 1 травня — Єжов Микола Іванович, генеральний комісар безпеки, нарком внутрішніх справ СРСР (1936—1938 рр.)
- 6 травня — Рудольф Валентино, американський актор італійського походження, зірка німого кіно
- 11 травня — Ян Парандовський — польський письменник, есеїст та перекладач
- 18 травня — Аугусто Сесар Сандіно, національний герой Нікарагуа
- 20 травня — Реджинальд Мітчел, англійський авіаконструктор
- 6 червня — Щорс Микола, командир більшовицьких загонів під час громадянської війни в Україні
- 12 липня — Корчак Яромір, чеський географ, демограф і статистик (пом. 1989)
- 10 серпня — Зощенко Михайло Михайлович, російський письменник
- 13 грудня — Григорій Гурійович Верьовка, український композитор і хоровий диригент, педагог

## Померли
Див. також Категорія:Померли 1895
- 9 березня — австрійський, письменник Леопольд фон Захер-Мазох, автор еротичних та народознавчих романів
- 2 липня — Михайло Петрович Драгоманов, український історик та громадський діяч
- 5 серпня — Фрідріх Енгельс, один з засновників марксизму